# Szermierka na Igrzyskach Śródziemnomorskich 2009
Szermierka na Igrzyskach Śródziemnomorskich 2009 odbywała się w hali sportowej w Pescarze.

## Medaliści
| Konkurencja     | Złoto                | Srebro               | Brąz                 |
| Szpada mężczyzn | Gauthier Grumier     | Matteo Tagliariol    | Francesco Martinelli |
| Szpada kobiet   | Nathalie Moellhausen | Sarra Besbes         | Jeanne Colignon      |
| Floret kobiet   | Valentina Vezzali    | Margherita Granbassi | Ines Boubakri        |
| Szabla kobiet   | Carole Vergne        | Léonore Perrus       | Ilaria Bianco        |